# Chad Greenway
Chad Greenway (Mount Vernon, 12 gennaio 1983) è un ex giocatore di football americano statunitense che ha giocato per l'intera carriera da professionista nel ruolo di linebacker per i Minnesota Vikings della National Football League (NFL). Scelto nel corso del secondo giro (17º assoluto) del Draft NFL 2006 dai Vikings, in precedenza aveva giocato a football per gli Hawkeyes dell’Università dell'Iowa.

## Carriera professionistica

### Minnesota Vikings
Considerato uno dei migliori linebacker disponibili al Draft NFL 2006 e scelta da primo giro, Greenway fu il primo linebacker di Iowa ad esser scelto nel primo giro del Draft NFL, venendo selezionato dai Minnesota Vikings come 17º assoluto. Il 27 luglio firmò un contratto quinquennale da 12,95 milioni di dollari, di cui 7 garantiti alla firma.

#### 2007
Dopo aver perso l'intera stagione 2006 a causa della lesione al legamento crociato anteriore del ginocchio sinistro, rimediata nella prima gara della pre-stagione contro gli Oakland Raiders durante il ritorno di un kickoff mentre giocava con lo special team, Greenway si presentò ai nastri di partenza della stagione 2007 con i gradi di weakside linebacker titolare.
Il 9 settembre 2007, nella prima gara in carriera contro gli Atlanta Falcons, Greenway guidò subito i Vikings con 10 tackle totali ed un fumble forzato ai danni del wide receiver Roddy White. Dopo aver messo a referto 50 tackle nelle seguenti 8 partite, nella gara di settimana 11 disputò una grande prestazione nella netta vittoria dei Vikings in casa degli Oakland Raiders, nella quale mise a referto 7 tackle, 2 passaggi deviati, un intercetto ed un fumble recuperato ai danni del quarterback avversario, l'ex di turno Daunte Culpepper. La settimana seguente, con 3 tackle un passaggio deviato ed un intercetto messo a segno ai danni di Eli Manning e ritornato in touchdown per 37 yard, fu parte della difesa che in quella stagione realizzò il nuovo record di intercetti ritornati in touchdown (6), di cui 3 messi a referto solo nella partita vinta per 41-17 in casa dei New York Giants.

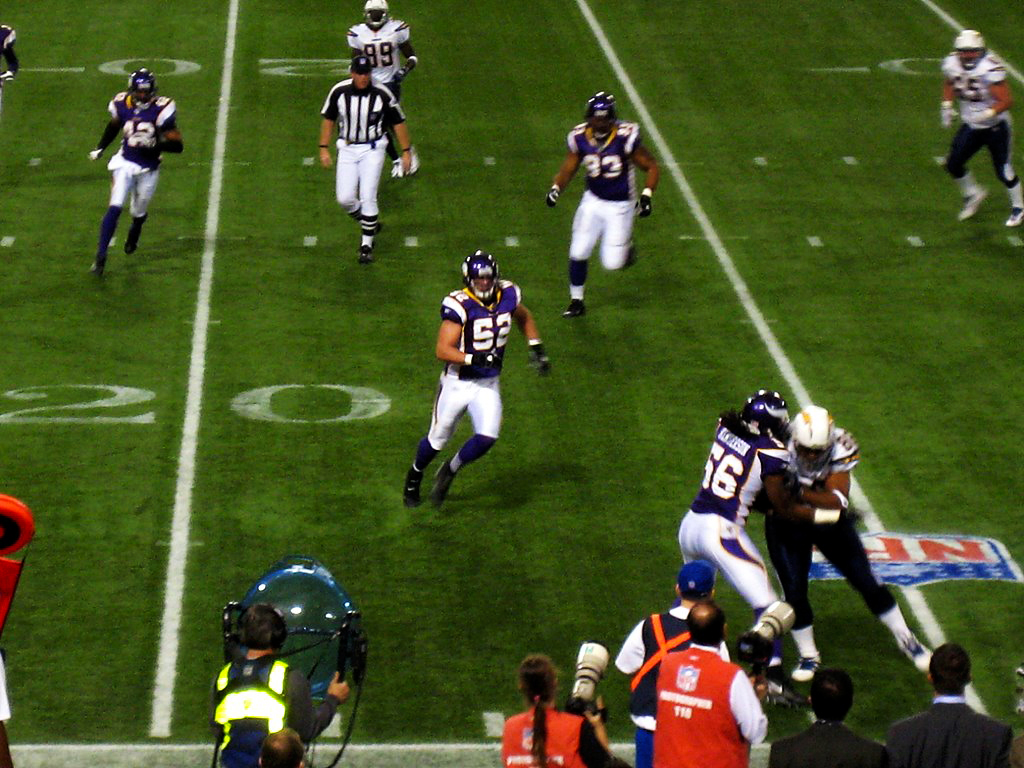
Greenway (52) nel match del 2007 contro i San Diego Chargers.

Nell'ultimo incontro della stagione, oltre a mettere a segno 6 tackle totali forzò anche il secondo ed ultimo fumble stagionale, stavolta ai danni del wide receiver Brandon Marshall, anche se non riuscì a recuperarlo ed il drive si concluse col touchdown dei Denver Broncos, poi vincitori per 22-19. Greenway chiuse la sua prima stagione "effettiva" con 105 tackle totali, un touchdown, 4 passaggi deviati, 2 intercetti e 2 fumble forzati, guidando inoltre la squadra sia in fumble recuperati (4) che in turnover totali (6, ripartiti nei 2 intercetti e nei 4 fumble recuperati).

#### 2008
Nella prima gara della stagione 2008, Greenway guidò subito i Vikings con 8 tackle nella gara persa 24-19 al Lambeau Field contro i Green Bay Packers padroni di casa. Due settimane dopo mise a segno il primo sack in carriera tra i professionisti ai danni di Jake Delhomme, forzando nella stessa azione un fumble e mettendo a referto altri 9 tackle, ed aiutò così i suoi a conquistare la prima vittoria stagionale per 20-10 contro i Carolina Panthers. Nella settimana 5 regalò ai Vikings un altro turnover, forzando il fumble ai danni di Reggie Bush poi recuperato dal compagno di squadra Tyrell Johnson, durante il 2º quarto dell'incontro vinto dai Vikings 30-27 in casa dei New Orleans Saints. La settimana 9 mise a segno il secondo sack stagionale, questa volta ai danni del quarterback degli Houston Texans Sage Rosenfels, provocando un arretramento di 9 yard, poi trasformatosi in un cambio di possesso palla a seguito del fumble recuperato dal linebacker Ben Leber e forzato proprio da Greenway. In tale partita, vinta 28-21 da Minnesota, Greenway guidò inoltre i suoi con 9 tackle totali.
La settimana dopo, durante il 4º quarto mise a segno un sack ai danni di Aaron Rodgers per una perdita di 12 yard e guidò ancora i suoi con 7 tackle totali nella vittoria per 28-27 contro i Packers, mentre il terzo sack consecutivo lo mise a referto una settimana dopo, quando placcò da dietro la linea di scrimmage Jeff Garcia nel 4º quarto. Greenway inoltre guidò per la terza partita consecutiva i Vikings con ben 16 tackle solitari, ma la sua squadra venne battuta per 19-13 dai Tampa Bay Buccaneers padroni di casa. Nella settimana 15 mise a segno il quinto sack stagionale e 3 passaggi deviati ai danni di Kurt Warner, oltre a guidare ancora una volta i Vikings con 7 tackle, nell'ampia vittoria per 35-14 in casa degli Arizona Cardinals.
Dopo aver vinto il titolo divisionale della NFC North, i Vikings ospitarono al Metrodome i Philadelphia Eagles per il Wild Card Game. Greenway guidò ancora una volta i Vikings con 10 tackle totali ma la squadra perse 26-14 contro la squadra della Pennsylvania. Egli chiuse la stagione guidando la squadra con 115 tackle, oltre a mettere a referto 5,5 sack (4º miglior risultato di tutti i tempi per un linebacker della franchigia), 5 passaggi deviati e 3 fumble forzati, e fu elemento chiave della difesa che in quella stagione chiuse al 1º posto nella NFL in run defense ed al 6º posto in total defense.

#### 2009
Dopo aver messo a referto 4 tackle ed un passaggio deviato nel match inaugurale della stagione, vinto dai Vikings 34-20 in casa dei Cleveland Browns, Greenway disputò uno dei migliori match in carriera nella settimana 2, durante la quale mise a referto 4 tackle, 2 passaggi deviati e soprattutto un fumble recuperato e 2 intercetti per un totale di 49 yard guadagnate ai danni del quarterback Matthew Stafford, nel match vinto 27-13 in casa dei Detroit Lions. Greenway, che fu solo il terzo linebacker nella storia della franchigia a mettere a referto 3 turnover in una singola gara, per questa prestazione fu premiato per la prima volta in carriera come Difensore della Settimana della NFC. La settimana 6 mise a segno 6 tackle e forzò nel 2º quarto un fumble ai danni del tight end dei St. Louis Rams Daniel Fells, mentre una settimana dopo contribuì con ben 10 tackle solitari alla vittoria dei Vikings sui Baltimore Ravens per 33-31.

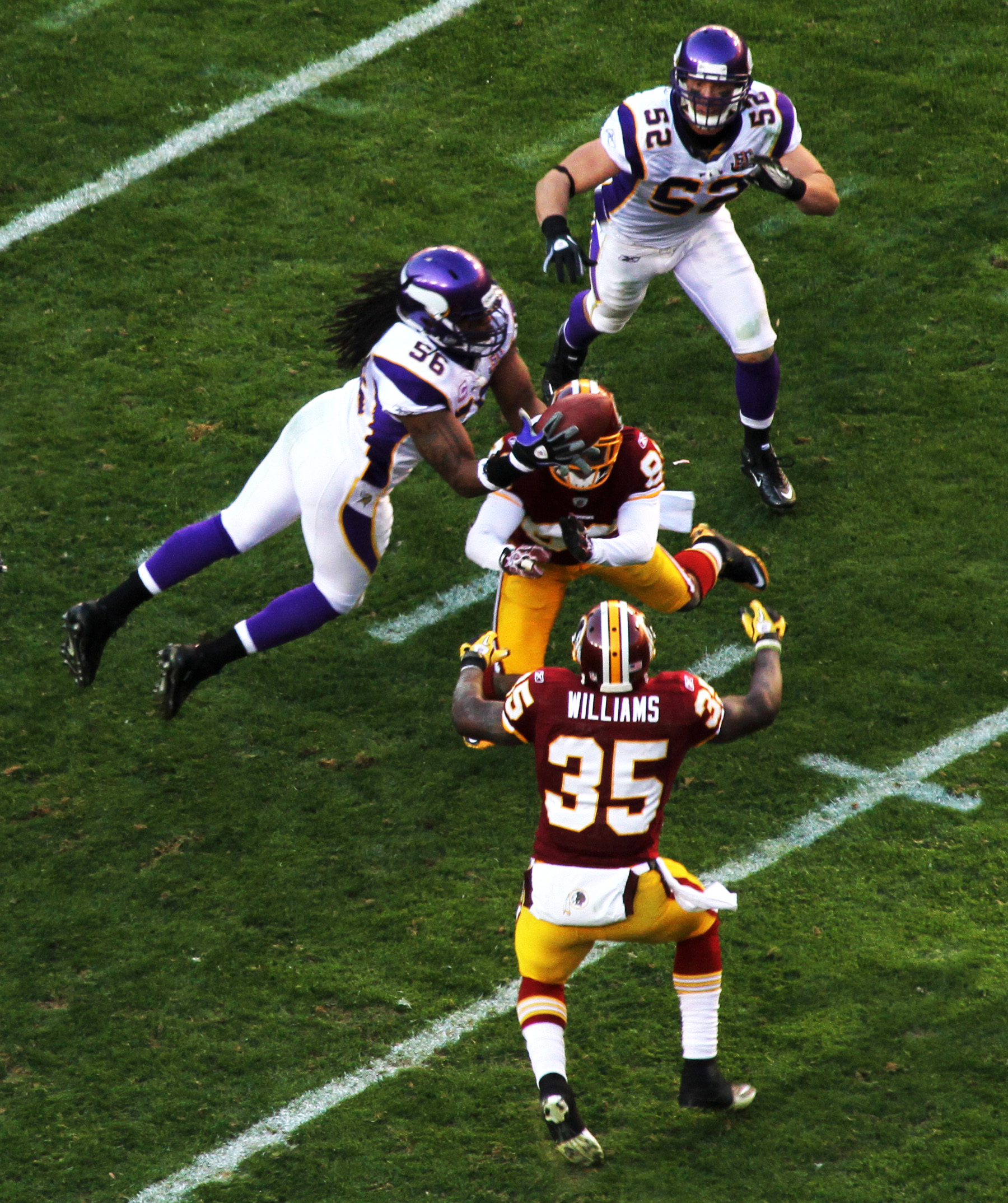
Greenway (52) assieme al compagno di squadra E.J. Henderson nel match del 2010 contro i Washington Redskins.

Greenway tornò a guidare i Vikings in tackle nella gara persa 27-6 in casa dei Panthers, contro i quali placcò in 10 occasioni il portatore di palla, mentre nell'ultimo incontro della stagione, vinto 44-7 in casa contro i Giants, mise a referto 2 passaggi deviati ed un intercetto ai danni di Eli Manning, oltre che altri 4 tackle. Greenway continuò a dare un importante contributo anche nei playoff, durante i quali mise a referto 6 tackle, un sack ed un passaggio deviato nella netta vittoria ai danni dei Dallas Cowboys e guidò i Vikings con 8 tackle nella sconfitta all'NFC Championship maturata ai tempi supplementari contro i New Orleans Saints futuri campioni del mondo in quella stagione. Egli chiuse la stagione con 99 tackle, 6 passaggi deviati, 3 intercetti, 1 fumble forzato e 3 recuperati, aiutando la difesa dei Vikings a chiudere nuovamente al 6º posto della NFL in total defense.

#### 2010
Greenway iniziò la stagione 2010 guidando i Vikings con 12 tackle nella gara di apertura della stagione, che vide la franchigia del Minnesota far ritorno a New Orleans e perdere nuovamente contro i Saints padroni di casa. Dopo le prime 6 gare della stagione, aveva già messo a segno 65 tackle, di cui 7 con perdita di yard, ed un fumble forzato, andando inoltre in doppia cifra in tackle in tre gare consecutive, contro New York Jets, Dallas Cowboys e Green Bay Packers. Nella settimana 9 mise a referto il suo primo sack stagionale ai danni di Derek Anderson, quarterback degli Arizona Cardinals sconfitti nell'occasione 27-24 dai Vikings, mentre la settimana seguente, nella partita persa 13-27 contro i Chicago Bears, mise a referto 12 tackle (9 negli snap difensivi, 3 negli special team), di cui 2 con perdita di yard, salendo così a 93 tackle totali di cui 9 con perdita di yard dopo 9 partite. Nelle restanti 7 partite, Greenway mise a referto altri 53 tackle, chiudendo così la sua 5ª stagione tra i professionisti con un sack, 3 passaggi deviati, un fumble forzato ed uno recuperato messi a referto e con un nuovo primato personale di 144 tackle, venendo eletto dai compagni di squadra Vikings Defensive MVP.

#### 2011

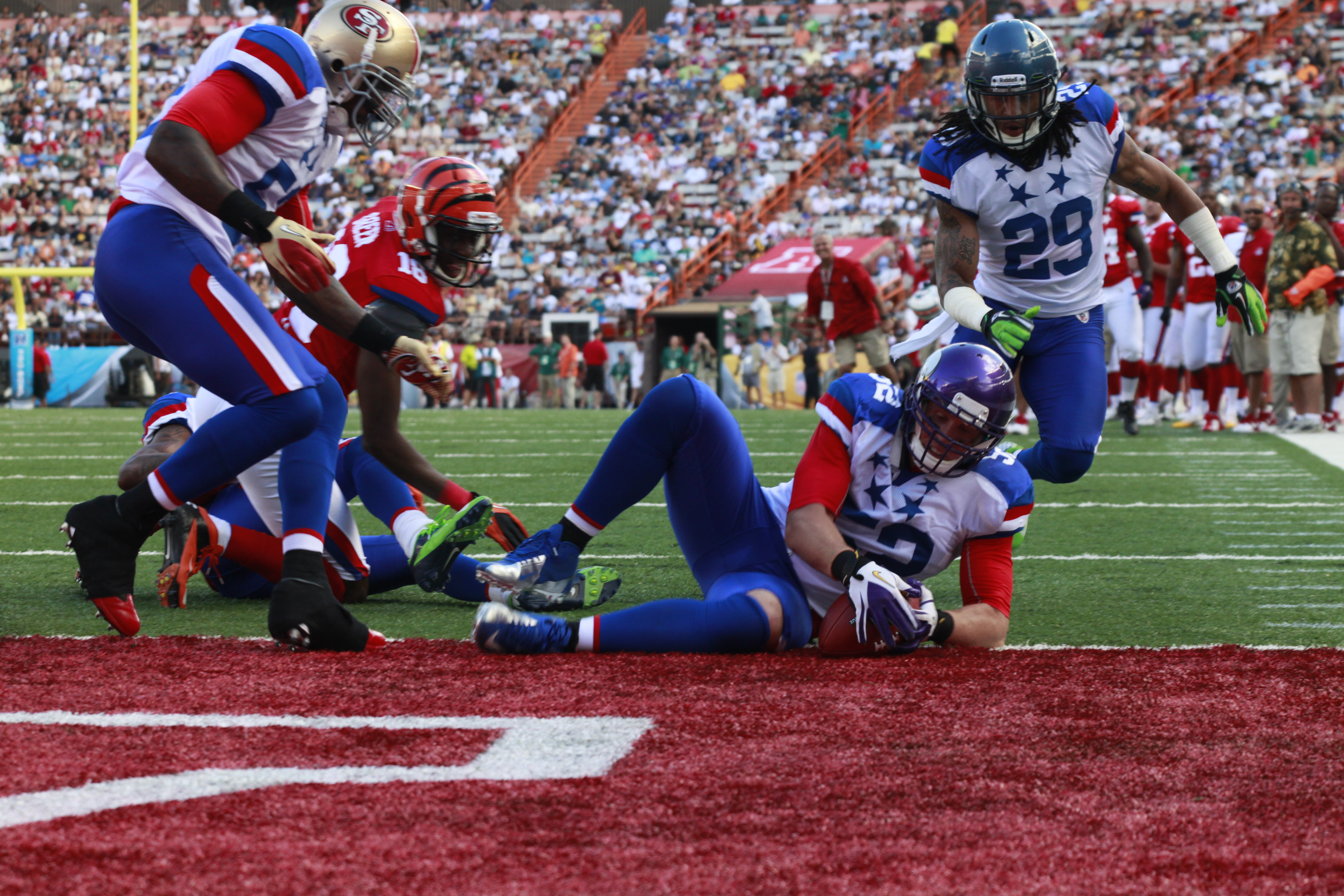
Greenway recupera un fumble durante il Pro Bowl 2011.

Il 21 febbraio 2011, prima dell'inizio della free agency, i Vikings comunicarono la loro intenzione di voler applicare la franchise tag su Greenway, che in tale stagione entrava nel suo ultimo anno di contratto. L'accordo, firmato il 1º marzo, gli avrebbe permesso di percepire in questa stagione circa 10 milioni di dollari ma, prima dell'inizio della stagione regolare 2011, il 9 settembre firmò un'estensione contrattuale di 5 anni del valore di 41 milioni di dollari di cui 20 garantiti alla firma.
Greenway iniziò la stagione mettendo a segno 8 tackle nel match perso dai Vikings 24-17 in casa dei San Diego Chargers ed andò per la prima volta in doppia cifra in tackle (11) nel match perso 33-27 contro i Packers. In tale stagione egli andò in doppia cifra in altre 5 partite, mettendo a referto 13 tackle contro i Panthers, Raiders, Falcons, Saints e Radskins, guidando la squadra in ognuna di esse e mettendo inoltre a referto un sack ai danni di Carson Palmer ed un passaggio deviato ai danni di Rex Grossman.
Nell'ultimo incontro dell'anno Greenway mise a referto il secondo sack stagionale (stavolta ai danni di Josh McCown) e guidò ancora una volta i Vikings con 8 tackle. A fine anno fu convocato per il suo primo Pro Bowl in carriera, dopo aver fatto registrare durante la stagione regolare un primato in carriera di 154 tackle, 2 sack, un fumble recuperato e 2 passaggi deviati.

#### 2012

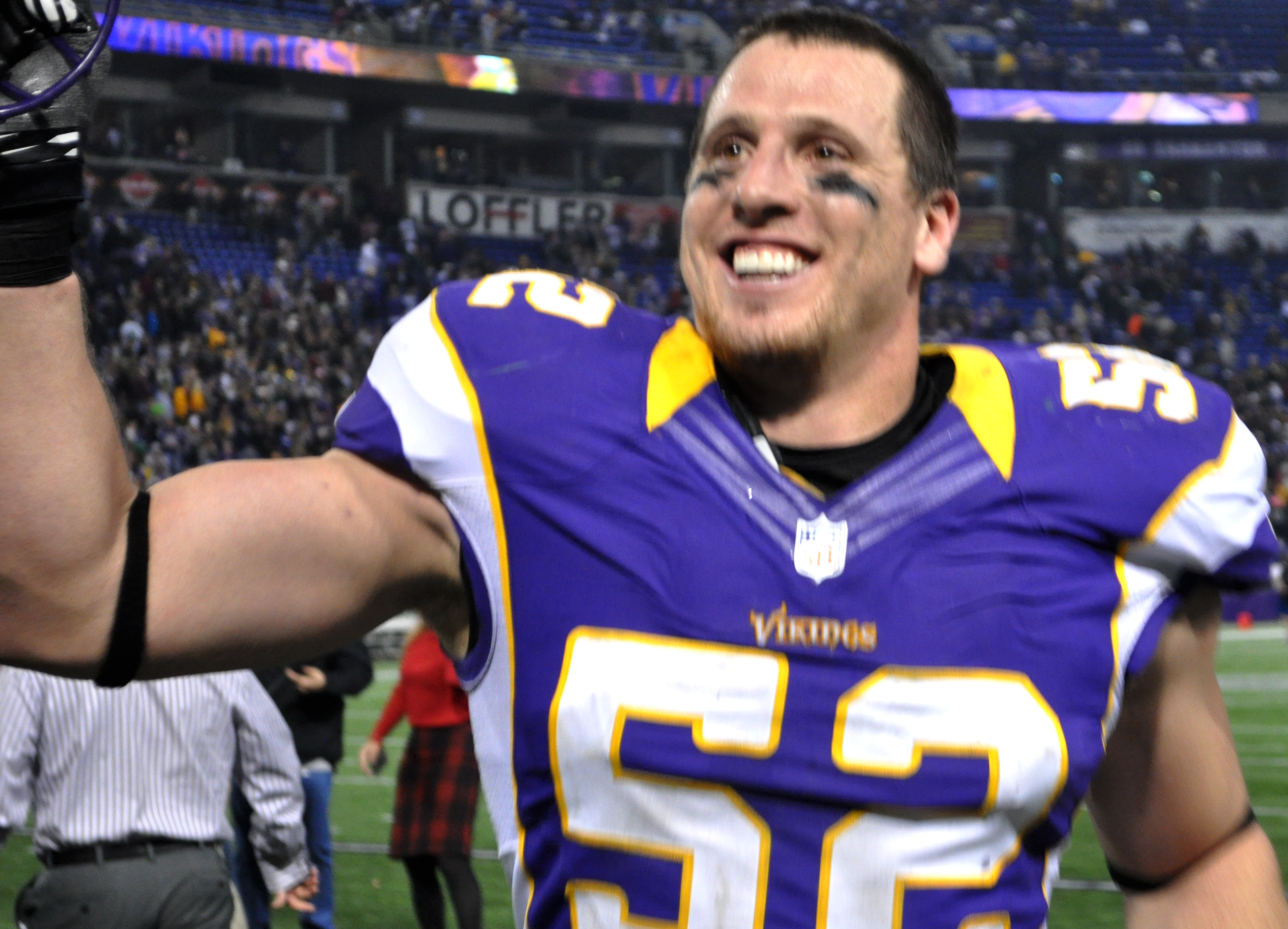
Greenway al termine dell'ultimo match della stagione 2012, vinto contro i Packers, che valse ai Vikings l'accesso ai playoff.

Greenway aprì la stagione 2012 guidando subito i Vikings sia in tackle (13) che in passaggi deviati (2), nella partita vinta ai tempi supplementari contro i Jacksonville Jaguars. Due settimane dopo nella vittoria a sorpresa per 24-13 in casa dei più quotati San Francisco 49ers, egli disputò una delle migliori gare in carriera, guidando i Vikings sia in tackle (13) che in sack (2, entrambi messi a segno nel 1º quarto ai danni di Alex Smith), ed evitando ampi guadagni di yard con diversi tackle in campo aperto.
Nel match di settimana 4 con i suoi 11 tackle aiutò i Vikings a battere i Lions per 20-13 ed a balzare momentaneamente in testa alla NFC North. Pochi  Il 5 ottobre 2012, fu poi multato di 21.000 dollari per violenza non necessaria nei confronti del ricevitore dei Lions Calvin Johnson. Nelle seguenti partite guidò ancora una volta i suoi in tackle nella partita vinta 30-7 al Metrodome contro i Titans e nelle due partite perse in casa dei Buccaneers per 36-17 e dei Seahawks per 30-20, andando in doppia cifra rispettivamente con 10, 13 e nuovamente 13 tackle. Prima della settimana di sosta, Greenway fu ancora protagonista contro i Lions, ai danni dei quali mise a referto 5 tackle che lo confermarono in quel momento leader nei tackle nella lega, un intercetto che portò al field goal messo a segno da Blair Walsh per il momentaneo 10-0, ed un passaggio deviato.
Nel terz'ultimo incontro dell'anno Greenway guidò ancora una volta i Vikings in tackle (14) e mise a referto il terzo sack stagionale, aiutando la squadra a cogliere contro i Rams una fondamentale vittoria per la corsa ai playoff. Anche nell'NFC Wild Card Game guidò la difesa di Minnesota con 11 tackle, ma complice l'assenza del quarterback titolare Christian Ponder i Vikings persero 24-10 contro i Packers nel leggendario Lambeau Field, senza mai dare l'impressione di poter far loro la partita. A fine stagione totalizzò 148 tackle, 4 passaggi deviati, 3 sack e un intercetto, che gli valsero la seconda convocazione consecutiva per Pro Bowl consecutivo e per la prima volta in carriera l'inserimento nel Second-team All-Pro dall'Associated Press. Fu inoltre classificato al numero 70 nella classifica dei migliori cento giocatori della stagione e per la seconda volta in carriera fu premiato dai compagni di squadra come Vikings Defensive MVP.

#### 2013

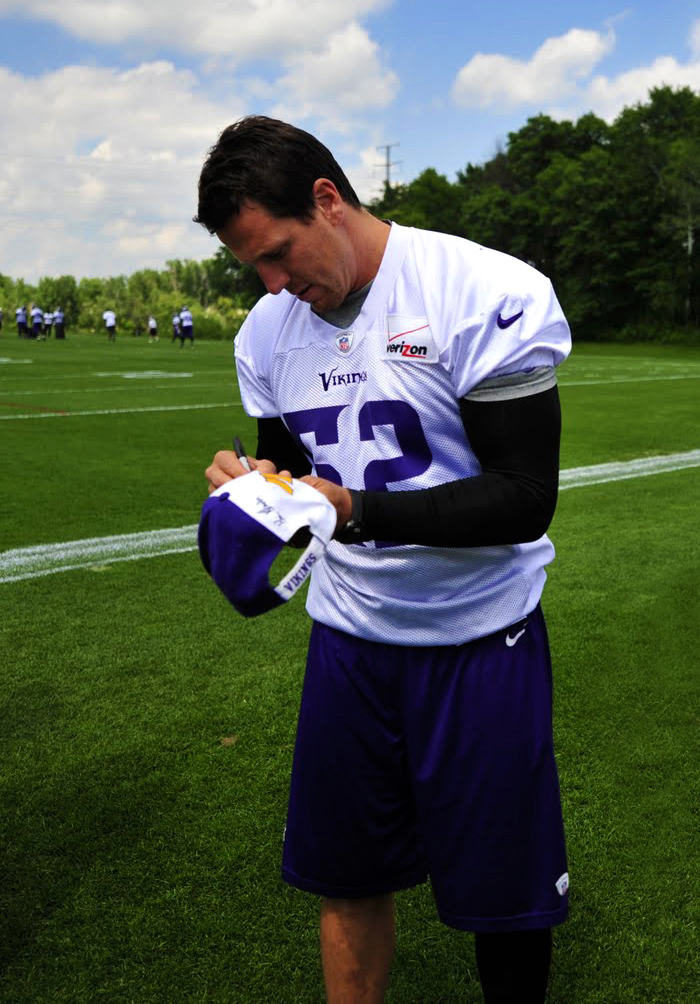
Greenway firma autografi durante il Veterans Day nel giugno 2013.

Greenway mise a segno il primo intercetto della stagione 2013 nella settimana 3 contro i Cleveland Browns ma i Vikings persero la terza gara consecutiva. La settimana seguente Greenway mise a segno un secondo intercetto ed un sack ai danni di Ben Roethlisberger, ed altri 10 tackle nella prima vittoria stagionale dei Vikings, impegnati contro gli Steelers al Wembley Stadium di Londra in una delle due gare delle NFL International Series della stagione 2013. Quella contro gli Steelers fu inoltre la prima partita in carriera in cui mise a referto sia un intercetto che un sack.
Dopo la settimana di riposo i Vikings tornarono alla sconfitta contro i Carolina Panthers (35-10 il punteggio finale); Greenway mise a segno altri 8 tackle (3 solitari e 5 assistiti) mentre un sack gli venne annullato a causa di una penalità per trattenuta rimediata nella medesima azione dal compagno di squadra Chris Cook. Nella settimana 7 i Vikings persero la quinta partita su sei uscendo dal MetLife Stadium sconfitti dai New York Giants 7-23, mentre Greenway mise a referto 10 tackle (6 solitari e 4 assistiti), mentre sei giorni dopo, nell'incontro del Sunday Night che vedeva i Vikings opposti ai Green Bay Packers, mise a referto il terzo sack stagionale ai danni di Aaron Rodgers e 7 tackle (6 solitari ed uno assistito) che non furono comunque sufficienti ai Vikings per sconfiggere i rivali divisionali, capaci di imporsi 44-31 al Mall of America Field. Nella settimana 9 Greenway raggiunse il prestigioso traguardo di 1000 tackle in carriera (compresi anche quelli messi a segno nei playoff e negli special team), mettendo a segno due tackle tra 2º e 3º quarto che si sommarono ad altri due messi a segno nel 4º ed ultimo quarto per un totale di 4 tackle solitari, che non bastarono comunque ai Vikings, persero 23-27 contro i Dallas Cowboys padroni di casa, per riuscire ad ottenere la seconda vittoria stagionale.

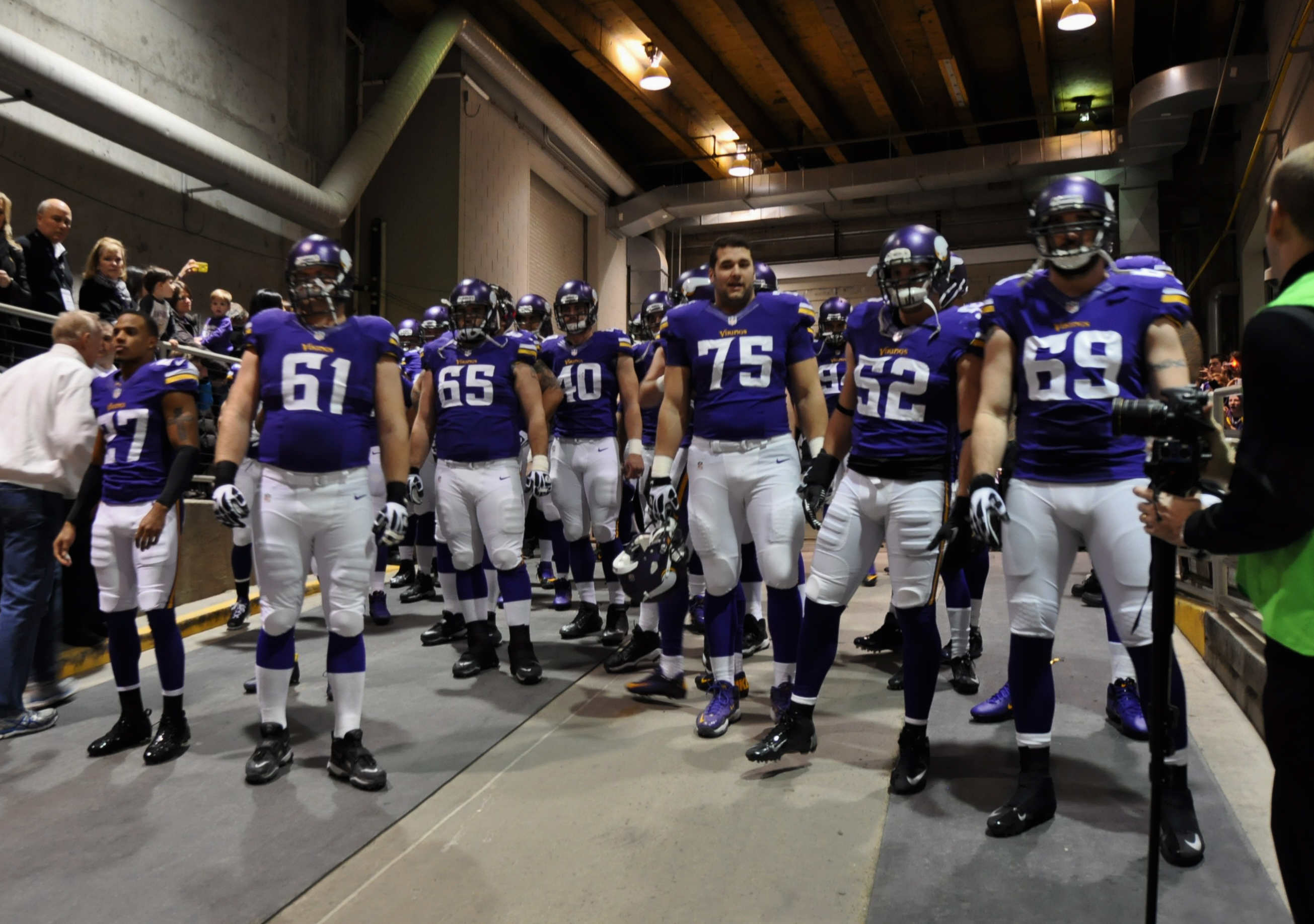
Greenway (52) con i compagni di squadra prima dell'ingresso in campo nell'ultimo incontro del 2013.

La settimana seguente, nell'incontro di Thursday Night Football che vide i Vikings conquistare la seconda vittoria stagionale sconfiggendo 27-34 i Washington Redskins, Greenway mise a referto 16 tackle (5 solitari e 11 assistiti), suo miglior risultato stagionale e miglior risultato della partita assieme ai 16 messi a segno dal free safety dei Vikings Andrew Sendejo. Tornò quindi a guidare la squadra in tackle (10) nella gara dai mille colpi scena vinta ai tempi supplementari contro i Bears, contro i quali mise a referto anche un sack ai danni di Josh McCown, e una settimana dopo mise a segno un intercetto ed un passaggio deviato ai danni di Joe Flacco nella gara persa 29-26 contro i Baltimore Ravens in un innevato M&T Bank Stadium.
Greenway chiuse la stagione guidando per la 6ª volta consecutiva (eguagliando così il record di franchigia di Scott Studwell) i Vikings in tackle (134), e mettendo a referto anche 3 sack, 4 passaggi deviati e 3 intercetti, e venne premiato per la terza volta in carriera (la seconda consecutiva) come Vikings Defensive MVP nonostante una stagione non all'altezza delle precedenti. Egli aveva giocato con il polso destro fasciato per più di un mese, rimediando inizialmente una slogatura nel Monday Night ed una frattura la settimana seguente. Ciò nonostante anche in questa stagione disputò regolarmente tutti e 16 gli incontri della stagione regolare.

#### 2014
Nel marzo del 2014 Greenway, che era indicato da molti tra i possibili svincolati durante la free agency, acconsentì alla ristrutturazione del proprio contratto pari ad un milione di dollari, passando quindi dai 6,5 previsti per la stagione 2014 ai 5,5 previsti dal nuovo accordo. Per il 2015 invece la somma prevista è rimasta invariata a 7 milioni. Dal punto di vista tecnico invece, complice anche l'arrivo via Draft di Anthony Barr, con il nuovo capo-allenatore Mike Zimmer fu previsto un suo ritorno al ruolo di weakside linebacker, dopo aver ricoperto nelle ultime stagioni quello di strongside linebacker.

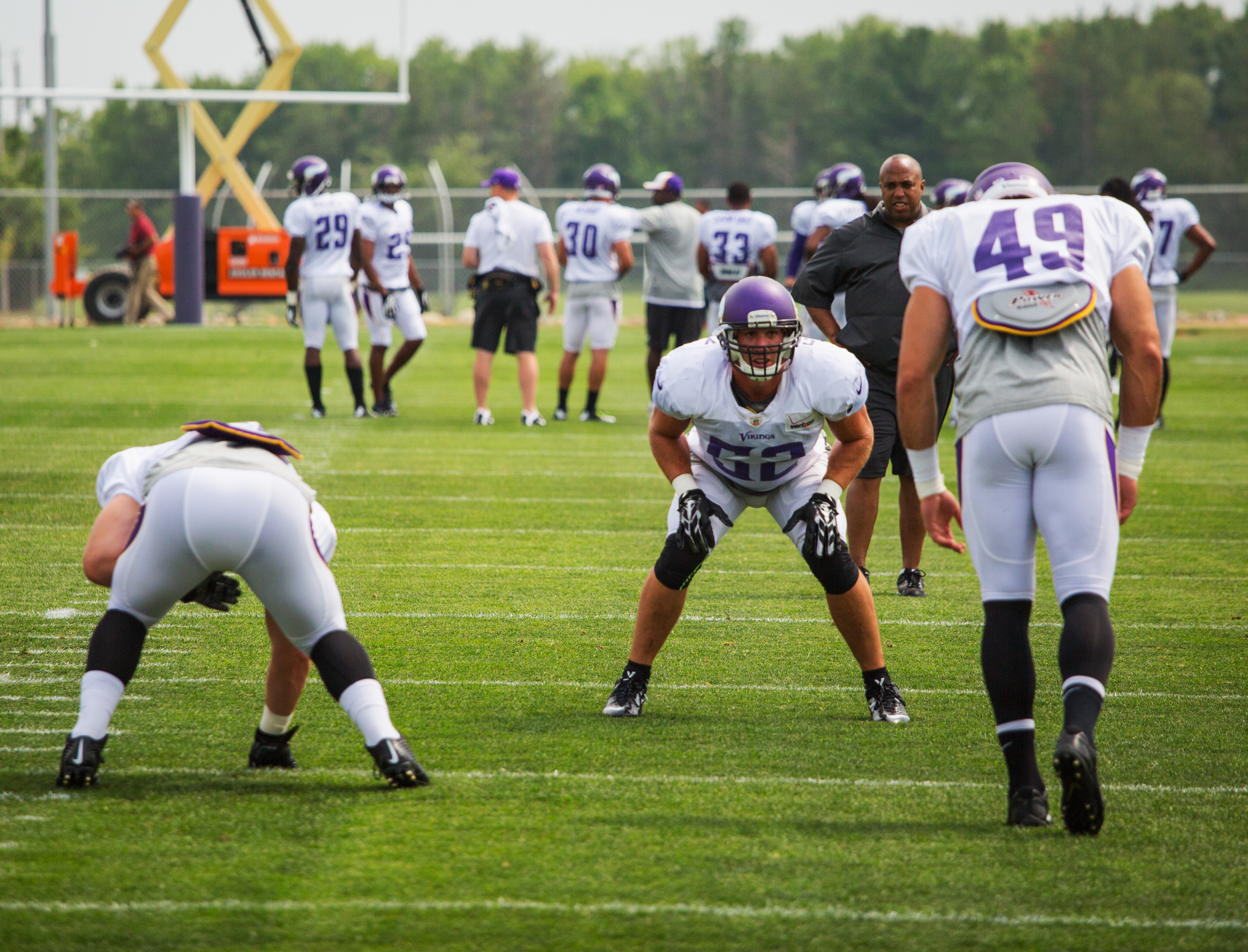
Greenway durante il training camp 2014.

Come Will, nel primo incontro della stagione regolare vinto da Minnesota per 34-6 in casa dei St. Louis Rams, Greenway contribuì con 2 tackle messi a referto a limitare il gioco di corse dei Rams a sole 72 yard corse in 22 portate.
Il 18 marzo 2015 gli fu conferito dalla NFL Player Association il premio Byron "Whizzer" White Uomo dell'Anno della NFL, riconoscimento che premia il giocatore che ha servito al meglio la propria squadra, la propria comunità ed il proprio paese nello spirito di Byron Raymond “Whizzer” White, ex stella della NFL e giudice della Corte Suprema degli Stati Uniti d'America. Greenway fu solo il secondo giocatore della franchigia (il primo fu il ricevitore Cris Carter nel 1998) a ricevere questo riconoscimento in quasi 50 anni dall'istituzione del premio.

### 2015
Il 28 marzo 2015 Greenway acconsentì ad una ristrutturazione del proprio contratto, che passò da 7 milioni annui a 3,5 più altri 500.000 raggiungibili via bonus, per poter disputare la sua decima stagione consecutiva con la maglia dei Vikings.
Eletto dai propri compagni, assieme ad Adrian Peterson, Teddy Bridgewater ed Everson Griffen, come uno dei 4 capitani della squadra alla vigilia dell'incontro di settimana 1, Greenway partì titolare nell'incontro di Monday Night Football in cui i Vikings furono sconfitti per 3-20 dai 49ers padroni di casa, mettendo a referto due tackle (uno solitario ed un altro assistito) ed un sack condiviso con Everson Griffen. La settimana seguente mise a segno altri due tackle solitari nel match casalingo in cui i Vikings sconfissero per 26-16 i Lions rivali divisionali. Nella settimana 3 Greenway fu uno dei protagonisti della gara vinta dai Vikings per 31-14 contro i Chargers, intercettando sulla linea delle proprie 9 yard un lancio di Philip Rivers e ritornandolo per ben 91 yard in touchdown. L'intercetto fu il 10º in carriera per Greenway mentre il ritorno di 91 yard in touchdown fu il 5º più lungo nella storia della franchigia.

### 2016
Quella 2016 fu la sua ultima stagione tra i professionisti: egli disputò tutte e 16 le partite stagionali, scendendo in campo 9 volte come titolare e mettendo a segno 41 tackle ed un intercetto, ritornato per 17 yard, ai danni di Matthew Stafford nella gara casalinga persa dai Vikings 16-22 contro Detroit. Il 7 marzo 2017 annunciò ufficialmente il suo ritiro dal football professionistico, in una conferenza stampa tenutasi a Winter Park, quartier generale dei Vikings. Egli chiuse la sua carriera dopo aver totalizzato 1101 tackle, 18 sack, 10 intercetti, 8 fumble forzati, 11 fumble recuperati e 2 touchdown in 147 partite e 10 stagioni con la maglia di Minnesota.

## Palmarès

### Individuale
- Convocazioni al Pro Bowl: 2

2011, 2012
- Second-team All-Pro: 1

2012
- Difensore della Settimana della NFC: 1

2ª della stagione 2009
- Premio Byron "Whizzer" White Uomo dell'Anno della NFL: 1

2015
- Ed Block Courage Award: 1

2007
- Vikings Defensive MVP: 3

2010, 2012, 2013

## Statistiche
Fonte: NFL.com
Statistiche aggiornate alla stagione 2016